# Karl Marx-huis

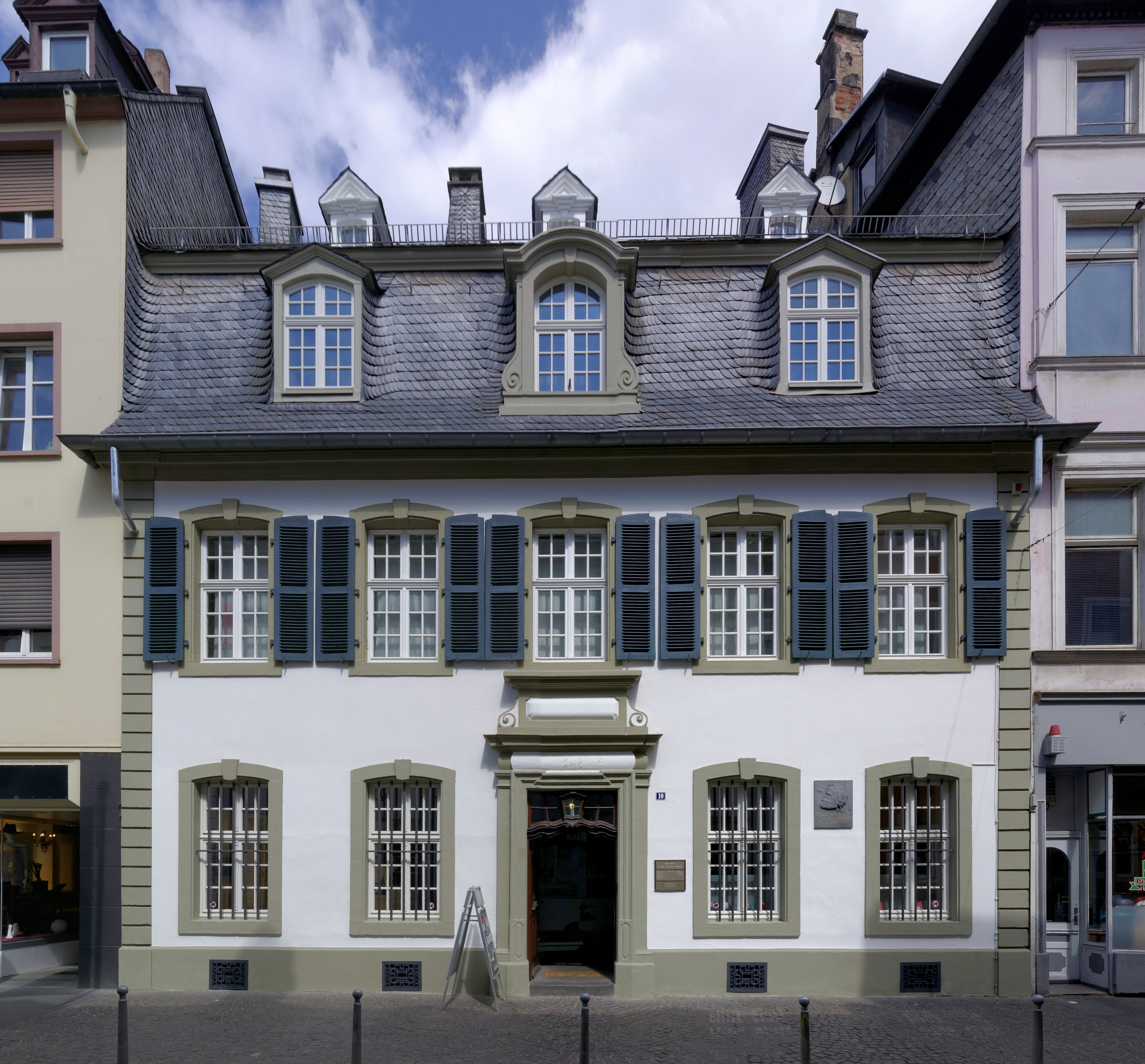
Het geboortehuis van Karl Marx

Het Karl Marx-huis (Museum Karl-Marx-Haus) is het geboortehuis van Karl Marx, in Trier. Het is ingericht als een permanent museum.
Karl Heinrich Marx werd op 5 mei 1818 in de Brückenstraße 10 geboren als zoon van Heinrich Marx en Henriëtte Preszburg. Het gezin verhuisde al snel naar Simeonstraße 8, vlak bij de Porta Nigra. Karl Marx zou daar wonen tot hij, na het voltooien van zijn middelbareschoolopleiding aan het plaatselijke gymnasium, naar Bonn vertrok om rechten te gaan studeren.
Het Karl Marx-huis is heropend in 1983, ter gelegenheid van de herdenking van de honderdste sterfdag van Marx, na een grondige verbouwing. Het huis werd in 1904 als geboortehuis van Marx geïdentificeerd. In 1928 kwam het in handen van de Duitse Sociaaldemocratische Partij (Sozialdemokratische Partei Deutschlands, SPD), die het op 5 mei 1931 had willen openen als gedenkteken voor Marx (en Engels). De toenmalige gespannen economische en politieke toestand noopte echter tot uitstel. In mei 1933 werd het door de nazi’s bezet en onteigend. Tot het eind van de Tweede Wereldoorlog was het in gebruik als partijgebouw en zetel van de nationaalsocialistische krant Nazionalblatt. Direct na de oorlog kreeg de SPD het huis terug. Op 5 mei 1947 kreeg het zijn bestemming als gedenkplaats terug. Vanaf 5 mei 1968 (de 150e geboortedag van Marx) presenteerde het zich onder regie van de Friedrich Ebert Stichting als museum, bibliotheek, onderzoeksinstituut en internationale ontmoetingsplaats.
Het Karl Marx-huis wordt jaarlijks door duizenden mensen uit de hele wereld bezocht. Overigens gaan ook veel bezoekers een kijkje nemen op Simeonstraße 8, waar Marx het grootste deel van zijn jeugd woonde en waar tegenwoordig een opticien is gehuisvest.
In de onmiddellijke nabijheid van het Karl Marx-huis (namelijk in Johannisstraße 28) bevindt zich het studiecentrum van de Friedrich Ebert Stichting, waar sinds 1981 de omvangrijke bibliotheek is ondergebracht en waar het onderzoekswerk wordt uitgevoerd.
Tijdens de 190ste geboortedag van de Duitse denker (5 mei 2008) zijn er drie levensgrote beelden van Marx in de binnentuin van het Karl Marx-huis geplaatst. Deze beelden werden gemaakt door beeldhouwer Klaus Kammerlich.